# Đường lên đỉnh Olympia năm thứ 1
Đường lên đỉnh Olympia năm thứ nhất, thường được gọi tắt là Olympia 1 hay O1 là năm đầu tiên của chương trình Đường lên đỉnh Olympia dành cho học sinh trung học phổ thông do Đài Truyền hình Việt Nam tổ chức. Cuộc thi năm thứ nhất được phát sóng trên kênh VTV3 từ ngày 28 tháng 3 năm 1999 vào lúc 10 giờ 35 phút mỗi chủ nhật và kết thúc với trận chung kết được truyền hình trực tiếp vào ngày 26 tháng 3 năm 2000. Tạ Bích Loan là người dẫn chương trình xuyên suốt của năm này.
Nhà vô địch của năm thứ nhất là Trần Ngọc Minh đến từ Trường Trung học phổ thông chuyên Nguyễn Bỉnh Khiêm, Vĩnh Long.

## Luật chơi
Một chương trình gồm có bốn phần thi:

### Khởi động
Có sáu loại câu hỏi: "Ai?", "Cái gì?", "Khi nào?", "Ở đâu?", "Như thế nào?" và "Tại sao?". Người chơi chọn lần lượt 2 câu hỏi và bấm chuông trả lời trong vòng 15 giây. Trả lời đúng trong 5 giây đầu được 30 điểm, trong 5 giây tiếp theo được 20 điểm, trong 5 giây cuối được 10 điểm.
Điểm tối đa ở phần thi này là 60 điểm.

### Vượt chướng ngại vật
Có một ô chữ gồm một số từ hàng ngang (tối đa 10) và một từ hàng dọc. Người chơi lần lượt chọn một từ hàng ngang và có 10 giây để suy nghĩ, trả lời đúng được 10 điểm. Tìm được từ hàng dọc được 40 điểm. Người chơi có thể bấm chuông trả lời từ hàng dọc sau khi cả 4 người chơi đã qua 1 lượt lựa chọn từ hàng ngang, trả lời sai sẽ bị loại khỏi phần thi.

### Tăng tốc
Có 4 câu hỏi được chia làm 2 dạng:
- 2 câu đầu: Thử trí nhớ và óc quan sát (xem đoạn phim và nhớ các chi tiết), mỗi câu trả lời đúng được 20 điểm.
- 2 câu sau: Suy đoán (cho biết một số dữ kiện: hội thoại, đồ vật, đoạn phim,... để đoán nghề nghiệp...), mỗi câu trả lời đúng được 20 điểm. Mỗi câu hỏi diễn ra trong vòng 2 phút.

Người chơi bấm chuông để giành quyền trả lời câu hỏi.
Điểm tối đa ở phần thi này là 80 điểm.

### Về đích
Các câu hỏi được đưa ra ở các mức điểm 40, 30, 20 và 10. Mỗi người chơi có quyền lựa chọn 2 câu hỏi, mỗi câu hỏi có 10 giây để trả lời. Nếu không trả lời được thì 3 thí sinh còn lại có 15 giây để giành quyền trả lời câu hỏi. Thí sinh có thể chọn ngôi sao hy vọng để tăng gấp đôi số điểm, tuy nhiên trả lời sai sẽ bị trừ đi số điểm đã chọn. 
Điểm tối đa ở phần thi này là 400 điểm. 

## Các số phát sóng
| Màu sắc sử dụng trong các bảng kết quả                  |
| ------------------------------------------------------- |
| Thí sinh đạt giải nhất và trực tiếp lọt vào vòng trong  |
| Thí sinh lọt vào vòng trong nhờ có số điểm nhì cao nhất |
| Thí sinh Vô địch cuộc thi Chung kết Năm                 |

### Trận 53: Chung kết năm
| Tên thí sinh      | Trường                                    | Khởi động | VCNV | Tăng tốc | Về đích | Tổng điểm |
| ----------------- | ----------------------------------------- | --------- | ---- | -------- | ------- | --------- |
| Nguyễn Thành Vinh | THPT Chuyên Lam Sơn, Thanh Hóa            | 40        | 10   | 30       | 10      | 90        |
| Trần Ngọc Minh    | THPT Chuyên Nguyễn Bỉnh Khiêm, Vĩnh Long  | 10        | 90   | 160      | 65      | 325       |
| Nguyễn Đắc Dương  | THPT Chuyên Lê Hồng Phong, TP Hồ Chí Minh | 50        | 0    | 0        | -10     | 40        |
| Phan Minh Châu    | THPT Chuyên Hà Nội - Amsterdam, Hà Nội    | 10        | 10   | 0        | 0       | 20        |

- Dẫn chương trình tại các điểm cầu: Lưu Minh Vũ (điểm cầu Vĩnh Long), Trịnh Bảo Vân (điểm cầu Hà Nội), Hoa Thanh Tùng (điểm cầu Thanh Hóa), Võ Thuận Sơn (điểm cầu TP.HCM).